# Olavikskjeret
Olavikskjeret est une île norvégienne du comté de Hordaland appartenant administrativement à Bergen.

## Description
Rocheuse et désertique, à fleur d'eau, elle s'étend sur environ 21 m de longueur pour une largeur approximative de 14 m.